# Дидона (пьеса Княжнина)
«Дидона» — пьеса русского писателя Якова Княжнина, первая из его трагедий, написанная и поставленная на сцене в конце 1760-х годов.
Сюжет пьесы основан на мифах о Дидоне, основательнице и царице Карфагена. Героиня влюбляется в троянца Энея, остановившегося в её городе на пути в Италию. Тот сначала отвечает ей взаимностью, но позже бросает её и уплывает. В это самое время любви Дидоны добивается «царь гетульский» Ярб, угрожающий сжечь Карфаген. Царица выбирает смерть и бросается в огонь.
Трагедия написана под явным влиянием Жан-Жака Лефран-де-Помпиньяна («Дидона», 1734) и Пьетро Метастазио («Покинутая Дидона», 1724). В отличие от многих других обработок классического сюжета, главным героем здесь является Эней. Литературоведы отмечают, что пьеса лишена дидактичности, характерной для трагического жанра эпохи классицизма: автор признаёт определённую правоту и за заглавной героиней, отдавшейся своим чувствам, и за Энеем, который действует в соответствии со своими представлениями о долге. «Дидона» отличается от современных ей русских пьес эмоциональностью героев, общей зрелищностью представления.
Точных данных о времени написания и первой постановке «Дидоны» нет. В источниках есть сообщения о премьере в 1767 и 1769 годах, об издании 1769 года. При этом Николай Новиков в 1772 году написал, что «Дидона», которая «весьма много похваляется знающими людьми и почитается в числе лучших в российском театре», «в свет ещё не издана». Известно, что в 1778 году она ставилась дома у семьи Дьяковых, где имела большой успех. В 1779 году её поставили в Зимнем дворце, затем пьеса была в репертуаре русских театров до 1820-х годов.